# ゴーティエ・ド・ラン
ゴーティエ・ド・ランまたはヴァルタール、ヴァルゲール（Gautier de Laon, Walthar, Valgaire, ? - 892年）は、ラン伯。ラン伯アダレルムの息子。

## 生涯
892年、ゴーティエはヴェルベリーの議会においてウードが王位につくことを敢えて拒否したため、ウードの叔父あるいはおそらく従兄弟であったゴーティエをウードは斬首した。
文献にはウードの結婚や子孫に関する記述はない。近年、ヴェクサン伯ラウル1世の母でラン伯ロジェ1世と再婚した未亡人エルヴィスと、ユクバル・ド・グイの妻エルヴィス・ド・フリウリが同一人物である可能性は、年代的に低いことが明らかになった。セッティパニは、未亡人エルヴィスをユクバル・ド・グイとエルヴィス・ド・フリウリの娘としているが、エルヴィスの最初の夫は不明である。現在では、エルヴィスの最初の結婚で生まれた息子であるヴェクサン伯ラウル1世は、おそらくヴェクサン伯ゴーティエ1世の父であり、ラン伯ゴーティエがエルヴィスの最初の夫でありヴェクサン伯ラウル1世の父であるとされている。